# Mus terricolor
Mus terricolor är en däggdjursart som beskrevs av Edward Blyth 1851. Mus terricolor ingår i släktet Mus och familjen råttdjur. Inga underarter finns listade i Catalogue of Life. Tidvis brukades det vetenskapliga namnet Mus dunni för arten. En nära släkting är Mus booduga.

## Utseende
Hos denna mus är kroppslängden (huvud och bål) 53 till 70 mm och svanslängden 51 till 70 mm. Viktuppgifter saknas. Bakfötterna är 14 till 16 mm långa och öronen är 9 till 11 mm stora. Pälsen på ovansidan kan ha en brun, ungefär rödbrun eller gråbrun färg och den tydlig avgränsade undersidan är ljusgrå till vit. Håren är korta och mjuka, utan inblandade borstar. Svansens färg motsvarar ungefär ovansidans färg. Mus terricolor har en diploid kromosomuppsättning med 40 kromosomer (2n=40). Allmänt är pälsens färg anpassad till jordens färg i reviret. Så har populationer nära floder en mörkare päls.

## Utbredning
Arten förekommer främst i Indien samt i angränsande regioner av andra stater. Den kan anpassa sig till många olika habitat som skogar, buskskogar, gräsmarker och kulturlandskap. På Sumatra finns en introducerad population.

## Ekologi
Exemplaren vilar på dagen i en jordhåla och letar på natten efter föda. Antagligen äter de främst frön och insekter. Honor kan fortplanta sig under alla årstider men de flesta ungar föds under tider med bra tillgång till ris och andra grödor. Per kull föds 2 till 19 ungar (oftast 8).
Boets djupaste delar ligger cirka 20 cm under ytan och består av gångar som är 2,5 cm breda samt av ett rum som har en diameter av ungefär 14 cm. Beroende på antalet invånare skapas små eller större jordhögar vid utgången. För ungarnas uppfostring byggs dessutom ett klotrunt näste av torrt gräs och andra växtdelar. Nästet placeras i boets kammare. Några hannar bor ensam i enklare bon.

## Hot
För beståndet är inga hot kända. Hela populationen anses vara stabil. IUCN kategoriserar arten globalt som livskraftig.